# Épiscopat orthodoxe roumain d'Amérique

Carte de l'épiscopat orthodoxe roumain d'Amérique

L'épiscopat orthodoxe roumain d'Amérique (anglais : Romanian Orthodox Episcopate of America, roumain : Episcopia Ortodoxă Română din America) est une juridiction de l'Église orthodoxe en Amérique. Le primat porte le titre d'archevêque de Detroit et de l'Épiscopat orthodoxe roumain d'Amérique.